# Roberto Cezar Lima Acunha
Roberto Cezar Lima Acunha (nacido el 7 de julio de 1986) es un exfutbolista brasileño que se desempeñaba como centrocampista.
Jugó para clubes como el Sagan Tosu.

## Trayectoria

### Clubes
| Club       | País  | Año  |
| ---------- | ----- | ---- |
| Sagan Tosu | Japón | 2005 |

## Estadística de carrera

### J. League
| Club       | Año   | J. League | J. League | Copa J. League | Copa J. League | Total | Total |
| Club       | Año   | Part.     | Goles     | Part.          | Goles          | Part. | Goles |
| ---------- | ----- | --------- | --------- | -------------- | -------------- | ----- | ----- |
| Sagan Tosu | 2005  | 1         | 0         | -              | -              | 1     | 0     |
| Total      | Total | 1         | 0         | 0              | 0              | 1     | 0     |